# Geometra in Italia
Il geometra in Italia è una figura professionale che opera prevalentemente nel settore edilizio, topografico, estimativo. Se competente anche nel campo di natura fiscale è detto geometra fiscalista.

## Storia
Nel 1929, la situazione economica dell'Italia era ben diversa da quella attuale: l'agricoltura copriva più dell'80% del PIL nazionale e dava lavoro a circa il 90% della popolazione. Serviva, quindi,  una figura professionale che avesse le competenze per misurare i fondi rustici con la precisione richiesta per il suo corretto sfruttamento o per una compravendita, che sapesse stimare questo stesso fondo, che vi sapesse costruire edifici necessari alla sua conduzione, e che avesse una cognizione delle tecniche di coltivazione.
La figura venne istituita dal Regio Decreto 11 febbraio 1929, n. 274 in sostituzione del perito agrimensore, ed abilita il geometra all'espletamento di molteplici competenze tecniche, tra le quali la progettazione edile civile e la direzione dei lavori delle opere edili, le molteplici operazioni topografiche tra le quali la misurazione dei terreni e la stima di beni mobili ed immobili.

## Caratteristiche

### Il titolo
Il diploma di geometra si conseguiva una volta superato l'esame di stato del corso di studi di un istituto tecnico per geometri (prima della riforma Gelmini), oggi si consegue un diploma di istituto tecnico presso un istituto tecnico tecnologico con indirizzo in costruzioni, ambiente, territorio (corso di studi previsto dalla riforma Gelmini). Il conseguimento del diploma dà luogo al diritto di fregiarsi del titolo di geometra.

### Iscrizione all'albo professionale
Per iscriversi all'albo professionale, il geometra deve superare un esame di abilitazione professionale, dopo il compimento del diciottesimo mese dall'iscrizione nel registro provinciale dei praticanti della località ove svolge la pratica professionale; se risiede in una provincia diversa da dove svolge la pratica professionale, può decidere se sostenere l'esame di abilitazione presso l'uno o l'altro collegio. Una volta abilitato, il geometra può operare in tutto il territorio nazionale e in tutti gli stati membri dell'Unione europea, ai sensi della direttiva 2005/36/CE, che ha inserito la figura professionale del geometra fra i tecnici laureati (dir. 89/48/CEE). Una volta iscritto all'albo, il geometra ottiene dal collegio dei geometri il timbro personale, e il suo nominativo viene comunicato agli enti competenti per il rilascio o il diniego di varie autorizzazioni, quali le amministrazioni locali (Comuni, Provincia e Regione), Prefettura, Questura e Camera di Commercio. L'albo ha assunto nel 2008 "Albo dei Geometri e dei Geometri Laureati" e comprende, quindi, oltre ai geometri in possesso di diploma e con 18 mesi di tirocinio - a norma dell'art. 9, comma 6 del decreto-legge 24 gennaio 2012, n. 1 convertito nella legge 24 marzo 2012, n. 27 - anche i laureati triennali nelle classi di laurea L-04, L-07 e L-08.

### Competenze professionali
Il geometra trova sbocchi professionali anche nel lavoro dipendente o di consulenza all'interno dell'ufficio tecnico di un comune italiano, trattandosi di professionista esperto delle specifiche normative e del proprio territorio; i geometri italiani operano quindi anche come impiegati tecnici nella pubblica amministrazione italiana, titolari o professionisti di fiducia di agenzie immobiliari, o incaricati da istituti di credito, studi notarili e tribunali in genere per stime o perizie. Fra gli atti di più comune emissione, la Denuncia di Inizio Attività (DIA), il Permessi di Costruire (PdC) o altre determinazioni inerenti alla progettazione edile civile di ampiezza limitata.
Secondo l'articolo 16 del R.D. n. 274/1929, le competenze professionali del geometra sono così stabilite:
- a) operazioni topografiche di rilevamento e misurazione, di triangolazioni secondarie a lati rettilinei e di poligonazione, di determinazione e verifica di confini; operazioni catastali ed estimi relativi;
- b) operazioni di tracciamento di strade poderali e consorziali ed inoltre, quando abbiano tenue importanza, di strade ordinarie e di canali di irrigazione e di scolo;
- c) misura e divisione di fondi rustici;
- d) misura e divisione di aree urbane e di costruzioni civili;
- e) stima di aree e di fondi rustici, anche ai fini di mutui fondiari e di espropriazione, stima dei danni prodotti ai fondi rustici dalla grandine o dagli incendi, e valutazione di danni colonici a culture erbacee, legnose, da frutto, da foglia e da bosco. È fatta eccezione per i casi di notevole importanza economica e per quelli che, per la complessità di elementi di valutazione, richiedano le speciali cognizioni scientifiche e tecniche proprie dei dottori agronomi e dottori forestali;
- f) stima, anche ai fini di mutui fondiari e di espropriazione, di aree urbane e di modeste costruzioni civili; stima dei danni prodotti dagli incendi;
- g) stima di scorte morte, operazioni di consegna e riconsegna dei beni rurali e relativi bilanci e liquidazioni; stima per costituzione ed eliminazione di servitù rurali; stima delle acque irrigue nei rapporti dei fondi agrari serviti. È fatta eccezione per i casi di notevole importanza economica e per quelli che, per la complessità di elementi di valutazione, richiedano le speciali cognizioni scientifiche e tecniche proprie dei dottori in scienze agrarie (dottori agronomi e dottori forestali);
- h) funzioni puramente contabili ed amministrative nelle piccole e medie aziende agrarie;
- i) curatele di piccole e medie aziende agrarie, in quanto non importino durata superiore ad un anno ed una vera e propria direzione tecnica; assistenza nei contratti agrari;
- l) progetto, direzione, sorveglianza e liquidazione di costruzioni rurali e di edifici per uso d'industrie agricole, di limitata importanza, di struttura ordinaria, comprese piccole costruzioni accessorie in cemento armato, che non richiedono particolari operazioni di calcolo e per la loro destinazione non possono comunque implicare pericolo per la incolumità delle persone; nonché di piccole opere inerenti alle aziende agrarie, come strade vicinali senza rilevanti opere d'arte, lavori d'irrigazione e di bonifica, provvista d'acqua per le stesse aziende e riparto della spesa per opere consorziali relative, esclusa, comunque, la redazione di progetti generali di bonifica idraulica ed agraria e relativa direzione;
- m) progetto, direzione e vigilanza di modeste costruzioni civili;
- n) gestione della sicurezza negli ambienti di lavoro e coordinamenti della sicurezza in fase di progettazione ed esecuzione;
- o) misura, contabilità e liquidazione delle costruzioni civili indicate nella lettera m);
- p) misura, contabilità e liquidazione di lavori di costruzioni rurali sopra specificate;
- q) funzioni peritali ed arbitramentali in ordine alle attribuzioni innanzi menzionate;
- r) mansioni di perito comunale per le funzioni tecniche ordinarie nei Comuni con popolazione fino a diecimila abitanti, esclusi i progetti di opere pubbliche d'importanza o che implichino la risoluzione di rilevanti problemi tecnici.

Per i piccoli fabbricati rurali e le ristrutturazioni rurali, la competenza professionale del geometra è in concorrenza con quella del perito agrario, del dottore agronomo e del dottore forestale, per le opere edilizie e le procedure catastali  è in concorrenza con quella del perito edile, oltre che degli ingegneri, architetti, dottori agronomi e dottori forestali.

## Il geometra fiscalista
Il geometra fiscalista è una figura professionale che somma alle competenze tecniche e immobiliari quelle di natura fiscale, riconducibili alla compilazione delle dichiarazioni dei redditi. Lo svolgimento dell'attività di assistenza fiscale è subordinata all'ottenimento del visto di legittimità fornito dalle strutture legalmente abilitate ad operare per la presentazione di tutte le dichiarazioni fiscali.
Il geometra fiscalista è legittimato ad offrire consulenza fiscale personalizzata al contribuente, gestire le pratiche per il recupero del patrimonio edilizio e per il risparmio energetico, redigere e gestire i contratti di locazione. Può inoltre compilare e trasmettere le dichiarazioni di successione ed effettuare il calcolo di IMU e TASI. Può lavorare come Centro Raccolta Caf, gestendo dichiarazioni 730, Redditi, Isee, Red, Invciv.